# Катана (район)
Район Катана (араб. ناحية مركز قطنا‎; Нахия маркез Катана) — один из трёх районов минтака Катана в составе мухафаза Дамаск. Административный центр — город Катана.

## Города и деревни
- Артуз
- Дервиш
- Джудайда Артуз
- Хан Ашшейх
- Яфур (Сирия)